# Kenta Suzuki
Kenta Suzuki (jap. 鈴木 健太 Suzuki Kenta; ur. 16 września 1985) – japoński piłkarz występujący na pozycji pomocnika.

## Kariera klubowa
Od 2004 do 2015 roku występował w klubach Ventforet Kofu i SC Sagamihara.